# أزمة الولادة المبكرة في غزة
أزمة الولادة المبكرة في غزة أو أزمة الأطفال المبتسرين في غزة هي أزمة إنسانية واجهت قطاع غزة خلال الحرب الفلسطينية الإسرائيلية 2023. وتصاعد الوضع عندما داهمت قوات الاحتلال الإسرائيلي مستشفى الشفاء، ومستشفى النصر للأطفال، ومستشفى كمال عدوان. وأفادت التقارير عن وجود أطفال مبتسرين في العناية المركزة، وهذا ما سوف يشكل المخاوف بشأن ارتفاع عدد الولادات المبكرة في غزة.

## خلفية
لقد حظيت محنة الأطفال المبتسرين في غزة باهتمام عالمي. ابتداءً من 21 أكتوبر/تشرين الأول، أصدرت منظمة المعونة الطبية للفلسطينيين واليونيسف "تحذيراً عاجلاً" بأن 130 طفلاً مبتسراً سيموتون إذا لم يصل الوقود إلى مستشفيات غزة قريباً. وفي 23 تشرين الأول/أكتوبر، أكد مسؤولون في غزة أنه بسبب الحصار الإسرائيلي على الوقود، وانقطاع الكهرباء عن المستشفيات، فإن الأطفال المبتسرين في وحدات العناية المركزة لحديثي الولادة معرضون لخطر الموت. في 11 نوفمبر، صرح المتحدث باسم الجيش الإسرائيلي دانييل هاغاري أن الجيش سيساعد في إجلاء الأطفال من مستشفى الشفاء، لكن المتحدث باسم وزارة الصحة في غزة ذكر أن إسرائيل لم تقدم "أي آلية لإخراج الأطفال إلى مستشفى أكثر أمانًا". وفي اليوم نفسه، ذكرت منظمة أطباء لحقوق الإنسان أن 4 أطفال ولدوا قبل الأوان قد توفوا بسبب انقطاع الكهرباء. وفي 15 نوفمبر/تشرين الثاني، شنت إسرائيل غارة على مستشفى الشفاء، حيث كان لا يزال هناك ثلاثة عشر طفلاً مبتسرين يأوون إليه. وذكر مدير الشفاء أن ادعاء إسرائيل بتوفير حاضنات للأطفال الخدج كاذب. في 19 تشرين الثاني/نوفمبر، قام الهلال الأحمر الفلسطيني ومنظمة الصحة العالمية ومكتب الأمم المتحدة لتنسيق الشؤون الإنسانية بإجلاء 31 طفلاً من مخيم الشفاء إلى جنوب غزة. وفي 20 نوفمبر، تم إجلاء 28 طفلًا إلى مصر.
في 15 مارس 2024 قال "دومينيك ألن"، مسؤول الأراضي الفلسطينية في صندوق الأمم المتحدة للسكان، إن الأطباء لم يعد يرون مواليد بحجم طبيعي في غزة، لافتاً إلى أن 180 امرأة يلدن يومياً في القطاع المدمر، فيما يعانين الجوع والخوف. وفي 27 مارس 2024، قالت وكالة الأونروا إن منظمة اليونيسف أكدت سقوط 13 ألفاً و750 طفلاً في الحرب التي تشنها إسرائيل على قطاع غزة منذ 7 أكتوبر. وفي 2 أبريل 2024 أعلنت منظمة الصحة العالمية، ارتفاع عدد وفيات الأطفال حديثي الولادة في قطاع غزة نظرا للازدياد الكبير في عدد الأطفال الذين يولدون بوزن منخفض ولا يعيشون في فترة ما بعد الولادة. وفي 3 أبريل 2024 حذرت منظمة الصحة العالمية من أن مزيداً من الأطفال سيموتون بسبب سوء التغذية في قطاع غزة إذا لم يتم وقف إطلاق النار فوراً. وبمناسبة يوم الطفل الفلسطيني الذي يصادف 5 أبريل من كل عام، نشر الجهاز المركزي للإحصاء الفلسطيني معطيات مفزعة حول معاناة أطفال فلسطين بسبب الحرب الإسرائيلية، وكشف أن إسرائيل تقتل حوالي 4 أطفال كل ساعة في قطاع غزة، ويعيش أكثر من 43 طفل دون والديهم أو دون أحدهم. وفي 6 أبريل 2024 قالت كاثرين راسل، مديرة منظمة الأمم المتحدة للطفولة "يونيسف"، إن الحرب الإسرائيلية على غزة قتلت أكثر من 13 ألف طفل، وأصابت عدداً لا يحصى منهم، وحولت المنازل والمدارس والمستشفيات في القطاع إلى أنقاض. وفي 17 أبريل 2024 أفادت تقديرات هيئة الأمم المتحدة للمرأة أن الحرب الإسرائيلية على غزة تسببت في مقتل أكثر من 10 آلاف امرأة في القطاع بينهن نحو 6 آلاف أم تركن وراءهن حوالي 19 ألف طفلاً يتيماً. وفي 22 أبريل 2024 قال فيليب لازاريني المفوض العام للأونروا، إن مئات الضحايا سقطوا في الضفة الغربية المحتلة بينهم ما لا يقل عن 112 طفلاً فلسطينياً منذ اندلاع حرب غزة في 7 أكتوبر.
وفي 3 مايو 2024 قالت "الأونروا" إن 37 طفلاً يفقدون أمهاتهم كل يوم داخل غزة وأضافت أن الحرب الإسرائيلية على القطاع قتلت ما يزيد على 10 آلاف امرأة وأصابت نحو 19 ألفاً أخريات. وفي 6 مايو 2024 حذّرت منظمة اليونيسف من أن نحو 600 ألف طفل في رفح مهددون بـ"كارثة وشيكة جديدة"، داعية إسرائيل إلى عدم "إجلائهم بالقوة" لعدم وجود أي مكان آمن يلوذون به ضمن غزة. وفي 16 مايو 2024 قالت جمعية الهلال الأحمر الفلسطيني، عبر حسابها على منصة "إكس"، إن 15103 أطفال قتلوا منذ بدء العدوان الإسرائيلي على قطاع غزة في 7 أكتوبر الماضي.
وفي 3 يونيو 2024 حذر المكتب الإعلامي الحكومي في غزة من أن أكثر من 3500 طفل معرضون لخطر الموت في القطاع؛ بسبب سياسات "التجويع" الإسرائيلية ونقص الغذاء والأدوية. وفي 4 يونيو 2024 أفادت وزارة التربية والتعليم الفلسطينية بأن أكثر من 15 ألف طفل في قطاع غزة، غالبيتهم من طلاب المدارس وفي مرحلة رياض الأطفال، سقطوا ضحايا الحرب الإسرائيلية منذ 7 أكتوبر الماضي. وفي 6 يونيو 2024 اعتبرت منظمة "يونيسيف" أن قطاع غزة أصبح المكان الأخطر في العالم على حياة الأطفال مشيرة إلى أن 90 بالمئة من أطفال غزة يفتقرون إلى الغذاء اللازم للنمو السليم. وفي 7 يونيو 2024 قامت الأمم المتحدة بإدراج الجيش الإسرائيلي في القائمة العالمية للجناة مرتكبي الانتهاكات ضد الأطفال، على خلفية الحرب التي تشنها على قطاع غزة. قوبل القرار بغضب من تل أبيب وتحذير من أنه قد يؤثر في علاقتها بالمنظمة الدولية، فيما رحبت به السلطة الفلسطينية واعتبرته خطوة في الاتجاه الصحيح. وفي 9 يونيو 2024 قالت وكالة الأونروا إن معاناة الأطفال في قطاع غزة من الحرب الإسرائيلية تتواصل "بشكل لا يمكن تصوره". وفي 12 يونيو 2024 قالت منظمة اليونيسف، إن نحو 3 آلاف طفل يعانون من سوء التغذية معرضون لخطر الموت جراء حرمانهم من تلقي العلاج اللازم بسبب الهجوم الإسرائيلي على مدينة رفح جنوبي غزة. وفي 15 يونيو 2024 أفاد برنامج الأغذية العالمي التابع للأمم المتحدة بأن 9 من كل 10 أطفال في قطاع غزة يعانون فقرا غذائيا حادا موضحا أن الأعمال العدائية والقيود المفروضة على المساعدات تسببتا في انهيار النظم الغذائية والصحية. وفي 25 يونيو 2024 قال فيليب لازاريني المفوّض العام للأونروا إن الحرب الإسرائيلية على قطاع غزة تؤدي إلى فقدان 10 أطفال ساقاً أو ساقين كل يوم، لافتا إلى أن هذه الأرقام لا تشمل الأطفال الذين خسروا أيدي أو أذرعاً. وفي 27 يونيو 2024، قال مسؤولون بقطاع الصحة الفلسطيني لوكالة "رويترز" إن عدد ضحايا الأطفال بسبب سوء التغذية والجفاف ارتفع إلى 31 على الأقل، مضيفين أن الحرب تزيد من صعوبة تسجيل مثل هذه الحالات. وفي 12 يوليو 2024 قالت وكالة الأونروا: إن "قطاع غزة على عتبة فقدان جيل كامل من الأطفال"، بسبب الحرب الإسرائيلية المتواصلة على القطاع منذ 7 أكتوبر. في 23 يوليو 2024 قالت منظمة الصحة العالمية: إن هناك احتمالاً كبيراً لخطر تفشي فيروس شلل الأطفال في أنحاء قطاع غزة وما حوله، بسبب الوضع الصحي المزري وتدهور نظام الصرف الصحي. في 29 يوليو 2024 أفادت وكالة الأنباء الفلسطينية "وفا" بأن طفلاً توفي بسبب المجاعة والجفاف في غزة ما رفع عدد ضحايا سوء التغذية جراء الحرب الإسرائيلية على القطاع إلى 39 طفلا. وأعلنت وزارة الصحة الفلسطينية في غزة انتشار وباء شلل الأطفال في القطاع، بسبب العملية العسكرية الإسرائيلية المتواصلة منذ 7 أكتوبر الماضي. في 30 يوليو 2024 أفاد مسؤولون في الصحة الفلسطينية بغزة بأن الأمراض الجلدية تتفشى في القطاع خاصة بين الأطفال بسبب الأوضاع المروعة في المخيمات المكتظة التي تؤوي مئات الآلاف من الفلسطينيين إلى جانب حرارة الصيف وانهيار الصرف الصحي. وفي 2 أغسطس 2024 قال فيليب لازاريني المفوض العام لوكالة الأونروا: إن "أطفال قطاع غزة يعيشون صدمات وفظائع لا توصف، بعد 300 يوم من الحرب والنزوح والخسارة والألم".

## مستشفى الشفاء الطبي
في 11 نوفمبر، صرح المتحدث باسم الجيش الإسرائيلي دانييل هاغاري أن الجيش سيساعد في إجلاء الأطفال من مستشفى الشفاء، لكن المتحدث باسم وزارة الصحة في غزة ذكر أن إسرائيل لم توفر "أي آلية لإخراج الأطفال إلى مستشفى أكثر أمانًا". وفي اليوم نفسه، ذكرت منظمة أطباء من أجل حقوق الإنسان أن طفلين مولودين قبل الأوان قد توفيا بسبب انقطاع الكهرباء. وتوفي طفلان إضافيان بعد فترة وجيزة. وأفادت التقارير أن الأطفال يعانون من نقص السكر في الدم الشديد - عدم كفاية نسبة السكر في الدم.
وفي 15 نوفمبر/تشرين الثاني، شنت إسرائيل غارة على مستشفى الشفاء، حيث كان لا يزال هناك ثلاثة عشر طفلاً مبتسرين يأوون إليه.وذكر مدير الشفاء أن ادعاء إسرائيل بتوفير حاضنات للأطفال الخدج كاذب. ووفي 19 تشرين الثاني/نوفمبر، تم إجلاء 31 طفلًا خديجًا من مستشفى الشفاء بواسطة الهلال الأحمر الفلسطيني ومنظمة الصحة العالمية ومكتب الأمم المتحدة لتنسيق الشؤون الإنسانية إلى جنوب غزة. وكان من المقرر نقلهم إلى مصر مع عائلاتهم في اليوم التالي. وفي 20 نوفمبر، تم إجلاء 28 طفلًا إلى مصر. وكان ثمانية منهم فقط برفقة والديهم، حيث كان الآخرون أيتامًا، أو لم يتمكن آباؤهم من مغادرة غزة. وتم لم شمل مجموعتين على الأقل من الآباء مع أطفالهم في مصر بعد إضافتهم إلى القائمة العاجلة للمسافرين لتلقي العلاج. وفي المجمل، تم الإبلاغ عن وفاة ثمانية أطفال في مستشفى الشفاء.

## مستشفى النصر الحكومي للأطفال
في 10 نوفمبر، أفادت منظمة أطباء بلا حدود أن العاملين الطبيين الذين تم إجلاؤهم في مستشفى النصر للأطفال اضطروا إلى ترك الأطفال في الحاضنات بعد أن قصف جيش الدفاع الإسرائيلي مستشفى الأطفال. وفي 29 نوفمبر/تشرين الثاني، أظهرت لقطات فيديو من النصر آثار إخلاء المستشفى، حيث مات الأطفال الخدج الخمسة وهم لا يزالون في حاضناتهم. وأكد المرصد الأورومتوسطي لحقوق الإنسان وفاة مستشفى النصر الرضع، وذكر المرصد الأورومتوسطي لحقوق الإنسان إلى أن الجيش الإسرائيلي أوضح لموظفي المستشفى أنهم سيقومون بإجلاء الأطفال، على الرغم من أن الجيش الإسرائيلي نفى أي تورط له. وفي تسجيل لمكالمة هاتفية بين منسق أعمال الحكومة في المناطق ومسؤول طبي، أكد مسؤول الجيش الإسرائيلي أن سيارات الإسعاف ستقوم بنقل المرضى من النصر، لكن مسؤولي المستشفى ذكروا أن سيارات الإسعاف لم تصل أبدًا. وصرح الصليب الأحمر أن الجيش الإسرائيلي دمروا الحاضنات وأنكروا مسؤوليتهم عن التخلي عنهم.

## مستشفى الشهيد كمال عدوان الحكومي
وفي منتصف ديسمبر/كانون الأول، بدأت إسرائيل حصارًا عسكريًا على مستشفى كمال عدوان وقامت بقصفه. وفي 14 ديسمبر/كانون الأول، أفادت وزارة الصحة في غزة أن جنود الجيش الإسرائيلي منعوا الطاقم الطبي من مواصلة تقديم الدعم لـ 12 طفلاً في العناية المركزة. وقد توفي ثلاثة أطفال مبتسرين في كمال عدوان في نوفمبر/تشرين الثاني بعد انقطاع التيار الكهربائي.

## ارتفاع حالات الولادة المبكرة
ذكر طبيب أطفال في المستشفى الإماراتي في رفح أن عدد الأطفال المبتسرين المولودين في غزة قد ارتفع بشكل حاد. وفي 23 نوفمبر، ذكرت منظمة أوكسفام أن عدد الولادات المبكرة قد ارتفع بنسبة الثلث تقريبًا بسبب عوامل مثل التوتر والصدمات.